# Sibiu (län)
Sibiu är ett län (județ) i Rumänien med 466 472 invånare (2018). Länet har två municipii, 9 städer och 53 kommuner.

## Municipii
- Sibiu
- Mediaș

## Städer
- Agnita
- Avrig
- Cisnădie
- Copșa Mică
- Dumbrăveni
- Miercurea Sibiului
- Ocna Sibiului
- Săliște
- Tălmaciu

## Kommuner
| - Alţâna - Apoldu de Jos - Arpaşu de Jos - Aţel - Axente Sever - Bazna - Bârghiş - Biertan - Blăjel | - Boiţa - Brateiu - Brădeni - Bruiu - Chirpăr - Cârţa - Cârţişoara - Cristian - Dârlos - Dealu Frumos | - Gura Râului - Hoghilag - Iacobeni - Jina - Laslea - Loamneş - Ludoş - Marpod - Merghindeal | - Micăsasa - Mihăileni - Moşna - Nocrich - Orlat - Păuca - Poiana Sibiului - Poplaca - Porumbacu de Jos | - Racoviţa - Răşinari - Râu Sadului - Roşia - Sadu - Slimnic - Șeica Mare - Șeica Mică - Șelimbăr | - Șura Mare - Șura Mică - Tilişca - Târnava - Turnu Roşu - Valea Viilor - Vurpăr |